# Witnica (gmina)
Witnica – gmina miejsko-wiejska w województwie lubuskim, w powiecie gorzowskim. W latach 1975–1998 gmina położona była w województwie gorzowskim.
Siedziba gminy to Witnica.
Według danych z 30 czerwca 2024 gminę zamieszkiwały 12 150 osoby.

## Ochrona przyrody
Na obszarze gminy znajduje się rezerwat przyrody Morenowy Las chroniący fragment lasu o charakterze grądu środkowoeuropejskiego i żyznej buczyny niżowej.

## Struktura powierzchni
Według danych z roku 2002 gmina Witnica ma obszar 278,25 km², w tym:
- użytki rolne: 44%
- użytki leśne: 44%

Gmina stanowi 23,02% powierzchni powiatu.

## Demografia
Dane z 30 czerwca 2024:
| Opis                              | Ogółem | Ogółem | Kobiety | Kobiety | Mężczyźni | Mężczyźni |
| --------------------------------- | ------ | ------ | ------- | ------- | --------- | --------- |
| jednostka                         | osób   | %      | osób    | %       | osób      | %         |
| populacja                         | 12 150 | 100    | 6183    | 51      | 5967      | 49        |
| gęstość zaludnienia (mieszk./km²) | 43,67  | 43,67  | 22,22   | 22,22   | 21,45     | 21,45     |

- Piramida wieku mieszkańców gminy Witnica w 2014 roku[5].

## Sąsiednie gminy
Bogdaniec, Dębno, Kostrzyn nad Odrą, Krzeszyce, Lubiszyn, Słońsk

## Sołectwa
Białcz, Białczyk, Boguszyniec, Dąbroszyn, Kamień Mały, Kamień Wielki, Kłopotowo, Krześniczka, Mosina, Mościce, Mościczki, Nowe Dzieduszyce, Nowiny Wielkie, Oksza, Pyrzany, Sosny, Stare Dzieduszyce, Świerkocin.

## Pozostałe miejscowości
Tarnówek, Witniczka.